# 763. grenadirski polk (Wehrmacht)
763. grenadirski polk (izvirno nemško 763. Grenadier-Regiment; kratica 763. GR) je bil pehotni polk Heera v času druge svetovne vojne.

## Zgodovina
Polk je bil ustanovljen 24. decembra 1943 v Rotterdamu za potrebe 711. pehotne divizije.